# John Joly

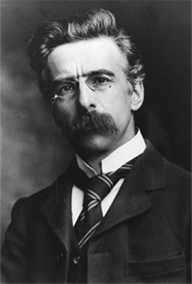
John Joly

John Joly (Bracknagh (County Offaly), 1 november 1857 – Dublin, 8 december 1933) was een Iers kernfysicus, mineraloog en geoloog.
Joly studeerde aan het Trinity College in Dublin, waar hij in 1882 afstudeerde in de techniek. Hij bleef daarna verbonden aan de natuurkundige en technische departementen van het Trinity College. Van 1897 tot 1933 was hij hoogleraar in geologie en mineralogie.

## Werk
Joly had een brede interesse. Behalve in diverse natuurkundige verschijnselen was hij geïnteresseerd in natuurlijke mineralen. Hij bezocht de Alpen om mineralen en kristallen te verzamelen. Ook bouwde hij zelf nieuwe instrumenten, zoals een meldometer (een apparaatje om het smeltpunt van mineralen te bepalen, een fotometer (om de intensiteit van licht te meten) en een calorimeter om de specifieke warmte van gassen te meten. In 1894 vroeg hij patent aan voor een nieuwe techniek voor kleurenfotografie.
Joly was een van de eersten die inzag dat radioactiviteit een belangrijke bron van warmte is binnenin de Aarde. Hij hield hierover een lezing voor de British Association for the Advancement of Science in 1908. Hij deed ook onderzoek naar radioactiviteit in kristallen en gesteenten, onder andere naar pleochroïsche halo's. Zijn onderzoek naar radioactieve materialen was een belangrijke bijdrage aan de ontwikkeling van radiometrische datering door Ernest Rutherford en Arthur Holmes. Eerder had hij in 1899 de ouderdom van de oceanen geprobeerd te bepalen door de snelheid van het neerslaan van natrium in zeewater te meten.
Joly was ook een pionier op het gebied van radiotherapie. Hij gebruikte radioactief radiumbromide en radon in capsules om kankerpatiënten mee te bestralen, het lukte met deze methode patiënten te genezen. Hij haalde de Royal Dublin Society over om een Radium Instituut op te zetten ter vervaardiging van meer capsules voor medisch gebruik.
Samen met zijn vriend, de bioloog Henry Horatio Dixon, bedacht hij dat water in planten door capillaire spanning omhoog kan bewegen.
Naar Joly is een inslagkrater op Mars vernoemd.
- Bibliothèque nationale de France: cb102012845 (data)
- CiNii: DA07323198
- Gemeinsame Normdatei: 117655457
- International Standard Name Identifier: 0000 0000 9175 2291
- Library of Congress Control Number: n87817239
- Nationale bibliotheek van Australië: 36526269
- Nederlandse Thesaurus van Auteursnamen: 073642231
- Réseau des bibliothèques de Suisse occidentale: 02-A003429076
- RKD-Nederlands Instituut voor Kunstgeschiedenis: 412852
- SNAC: w6gz1vt9
- Système universitaire de documentation: 085845442
- Trove: 1273245
- Virtual International Authority File: 24590172
- WorldCat: E39PBJmxYqpGDxgMkYk4fHtVG3